# Lycodes microlepidotus
Lycodes microlepidotus es una especie de pez de la familia de los Zoarcidae en el orden de los perciformes.

## Hábitat
Es un pez de mar y de Clima templado y demersal que vive entre 100-396 m de profundidad.

## Distribución geográfica
Se encuentra en el Mar de Ojotsk.

## Observaciones
Es inofensivo para los humanos. 